# Ragnvald Magnusson
Ragnvald Enar Magnusson, född 26 september 1904 i Göteborgs Haga församling, död 1 december 1984 i Göteborgs domkyrkoförsamling, var en svensk konstnär. Han räknas till Göteborgskoloristerna.
Magnusson studerade för Tor Bjurström vid Valands målarskola 1925–1928  samt på resor i Frankrike och Spanien. Han målade figurkompositioner, naket och landskap i en naivistisk stil med suggestiv färg. Magnusson är representerad på Moderna museet i Stockholm, Göteborgs konstmuseum , Malmö konstmuseum samt på museerna i Gävle och Borås.